# Економіка Сербії

Географічне положення Сербії

Республіка Сербія має сучасну ринкову економіку. Найбільші галузі сербської економіки відносяться до третинного сектору, який становить 63,8 % ВВП, тоді як промисловість — 23,5 % ВВП і сільське господарство — 12,7 %. Після падіння Слободана Мілошевича в жовтні 2000 року, відбувалась лібералізація економіки з подальшим її зростанням. Номінальний ВВП на душу населення зріс з $ 1,160 в 2000 — році до $ 6,158 в 2011 році. Вважається, що номінальний ВВП Сербії в 2010 році склав $ 43,6 мільярда. ВВП за ПКС у 2010 році склав 80,6 млрд доларів, або $ 10,897 на душу населення. У 2010 році Сербія мала найвище економічне зростання серед усіх країн у регіоні. Поточні основні економічні проблеми Сербії типові для перехідного періоду: високий рівень безробіття (19,2 % березень 2011 року). , високий дефіцит зовнішньої торгівлі ($ 6,9 млрд). Проте дефіцит торгового балансу різко скоротилося в порівнянні з 2008 роком, коли він досягав майже 12 мільярдів доларів. Крім того, відношення експорту — імпорту було значно збільшено з 32 % в 2004 році до 58,5 % у 2010 році.
В останні роки Сербія стала реципієнтом великих інвестицій іноземних компаній, так, середнє реальне зростання за останні 10 років досягло 4,45 %. Сербія має відносно невелику частку державного управління в порівнянні з іншими європейськими країнами — 20,6 %. Приватний сектор становить 74,3 % ВВП і поглинає 28,6 % від інвестицій. Відповідно до недавнього дослідження торгово- промислової палати Німеччини, перші інвестиції в Південно-Східній Європі були направлені в економіку Сербії. Те ж дослідження показало, що 97 % іноземних компаній дуже задоволені умовами ведення бізнесу. Офіційний статус кандидата на вступ до ЄС Сербія отримала 1 березня 2012 року.
Під час світової фінансової кризи 2008—2009 років. , уряд прем'єр-міністра Мірко Цветкович зробив ряд кроків, які врятували країну і банківську систему від економічного колапсу. Наприклад, уряд гарантував збільшення вкладів у банках, до яких увійшло понад 90 % депозитів.
Міністерство фінансів Республіки Сербії відповідає за контроль державного бюджету, доходів і витрат, а також державного боргу. Державний борг Сербії стосовно ВВП знизився на 144,6 % у період з 2000 року до 2008 , однак збільшилася через світову економічну кризу 2008—2009 роках.
Національний банк ЦБ Сербії відповідає за стабільність цін, валютну політику, контролюючи валютні резерви, і наглядає за фінансовою системою країни. Валютні резерви були накопичені Сербію в період з 2000 року до 2007, коли вони досягли максимуму в $ 16,07 мільярдів. У Національному банку вирішили скоротити валютні резерви для пом'якшення надмірних коливань місцевої валюти у період економічної кризи. На зараз запаси складають $ 13 450 000 000.
Сербія підписала угоду про вільну торгівлю з ЄС, яка дозволяє сербським виробникам експортувати на територію ЄС продукцію без митних зборів та інших зборів. Для деяких продуктів (яловичини, цукру, і вино) визначається дозволена кількість (квоти) щорічного імпорту. ЄС є найбільш значним торговельним партнером Сербії.
Сербія також підписала ЦЄУВТ, угоди вільної торгівлі з ЄАВТ та СНД, чим забезпечила собі доступ до основних європейських ринків на досить вигідних умовах. Завдяки швидкому росту Сербію іноді називали « Балканський тигр» (за аналогією з «Азійськими тиграми»).
Офіційна валюта Сербії — сербський динар (RSD). 1 RSD = 0,0095 Євро = 0,0121 USD (08/31/2010 Interbank exchange rate). Проте після входження міжнародних до Косово та Метохії у південних регіонах запроваджено євро. По всій території Сербії вільно користуються також доларом США та швейцарським франком.
Пріоритетними галузями економіки Сербії в 2012 р. були, перш за все, сільське господарство і харчова промисловість, фармацевтична промисловість, автомобілебудування, гірничодобувна, нафтовидобувна і нафтопереробна промисловість, телекомунікації, легка промисловість.
Економічно активне населення становить 2,96 млн (2012)
Зайнятість трудових ресурсів за секторами (2010)
- Третинний: 58,6 %
- Вторинний: 19,5 %
- Первинний: 21,9 %
- Рівень безробітних: 25,9 % (2012)

## Ресурси
Основа енергетики Сербії це значні запаси вугілля — до 18,1 млрд т., з них 17,3 млрд т. припадає на буре вугілля. Видобуток вугілля досягає 37 млн т. (2010).
Запаси нафти і газу в надрах Сербії оцінюються в розмірах до 400 млн тонн., Розвідані 60 млн т. (2006) обсяг видобутку становить до 1,6 млн тонн. нафтового еквівалента (2011 р. ). Розвідані також 2 млрд тонн горючих сланців (210 млн тонн нафтового еквівалента). Розвідані і частково експлуатуються геотермальні родовища.
Технічний гідропотенціал країни оцінюється в розмірі 19,8 млрд кВт • год електроенергії на рік, використовується 9,18 млрд кВт • год.
На території Сербії є великі родовища поліметалічних руд. Розробляються родовища мідних руд Майданпек і Бор в Східносербських горах.

## Промисловість
Структура промисловості Республіки Сербії включає в себе три основні сектори: видобуток руди та каменю (у 2012 р. показники залишилися на рівні 2011 р.), переробну промисловість (зниження на 0,9 %), виробництво та розподілення електроенергії, газу та води (зниження на 7,1 %). Загальний спад промислового виробництва в 2012 р. склав 2,9 %.
Практично у всіх підсекторах економіки в 2012 р. спостерігалося зниження показників . Найбільший спад у фізичному обсязі виробництва відбувся в галузі сільського господарства (−17,5 %), насамперед через несприятливі кліматичні умови і як наслідок низького врожаю в 2012 р. Зниження показників у галузі лісового господарства і водних ресурсів склало 2,5 %. Зростання показників спостерігався в області будівництва (3,7 %) і в галузі телекомунікацій (17,2 %).
Уряд Сербії щорічно фінансує сектор виробництва і торгівлі промисловими товарами з метою розвитку даного напрямку, збільшення кількості працевлаштованого населення, підвищення конкуренції, стимулювання експорту, рівномірного регіонального розвитку.
Державна підтримка в області виробництва і торгівлі промисловими товарами здійснюється за рахунок: стимулювання експорту; страхування та фінансування експорту ; формування вільних зон; регіонального розвитку.
Засоби фінансування виділяються з: бюджетних коштів (у середньому 2,5 % річного ВВП) ; коштів фондів ЄС; коштів кредитування.
Політика Уряду Республіки Сербії з надання підтримки в області виробництва і торгівлі промисловими товарами відповідно до Стратегії розвитку промисловості на період 2011—2020 рр. ґрунтується на таких основних принципах:
1. визначення пріоритетних напрямів у промисловості та виробництві;
2. надання підтримки даному напрямку за допомогою прямих і непрямих субсидій, безповоротних фінансових вливань, за рахунок встановлення прямого контролю з боку Уряду та органів державної влади над виробництвом і реалізацією товарів та послуг.

У процесі розвитку промисловості Республіки Сербії активну участь беруть Агентство з іноземних інвестицій та просуванню експорту Республіки Сербії спільно з Національним агентством з регіонального розвитку.
З метою збільшення конкурентоспроможності сербського підприємництва Агентство щорічно виділяє безповоротні фінансові кошти на підтримку експорту Сербії. Програма щодо стимулювання конкуренції та інтернаціоналізації сербського підприємництва, розроблена даними Агентством, встановлює критерії відбору претендентів на отримання безповоротних коштів та умови участі в подібних проектах фінансування.
Програми щодо збільшення обсягу експорту за рахунок безповоротних коштів фінансування, що надаються малим і середнім підприємцям, спрямовані на:
1. розробку нового дизайну у виробництві;
2. тестування, сертифікацію товару;
3. тестування та сертифікація системи контролю за якістю виробництва;
4. участь на міжнародних господарських ярмарках за кордоном;
5. оформлення права промислової власності;
6. розробку нового дизайну упаковки;
7. розробку ознайомчої та рекламної інформації;
8. організацію зустрічей з іноземними контрагентами;
9. надання підтримки при виході на зарубіжні ринки.

Агентство спільно з Національним агентством з регіонального розвитку протягом 2012 р. було підготовлено ряд програм з надання сприяння і розвитку конкурентоспроможності малих і середніх підприємств на іноземному ринку. Дані програми передбачають покриття до 50 % витрат, які понесли компанії при виході на іноземний ринок.
Уряд Республіки Сербії також ухвалив рішення про необхідність розробки Програми стабілізації економічної ситуації та розвитку економіки, в розробці якої будуть брати участь Національна рада з оздоровлення економіки та представники профспілок.

### Паливно-енергетичний комплекс

#### Добувна промисловість
Основне вугледобувне підприємство в країні «Рудний Басейн Колубара», яке видобуло в 2012 році 29,6 млн тонн вугілля.

#### Нафтогазовий сектор
Компанія «Нафтова індустрія Сербії» управляє нафтопроводом «Адрія», сполученим з «Дружбою», нафтогазовидобувними підприємствами та переробними заводами загальною потужністю в 7,3 млн тонн на рік: НПЗ «Панчево», НПЗ «Нові-Сад», НПЗ «Белград» і фабрикою мастильних матеріалів «Крушевац», мережею нафтобаз і АЗС. Споживання нафти становить близько 4 млн т. на рік (2011).
Газова монополія — Сербіягаз управляє транзитними магістралями і розподільними мережами, а також великим газовим сховищем Банатський двір, яке знаходиться в 60 кілометрах на північний схід від Нові-Саду. Споживання газу становить близько 2,8 млрд м³ на рік (2012).

#### Електроенергетика
Електроенергетична монополія — Електропрівреда Србії управляє мережами, найбільшими тепловими та гідравлічними електростанціями . Виробництво електроенергії — 37,86 млрд кВт⋅г (2012).
Теплоелектростанції в Сербії працюють на власному бурому вугіллі. Найбільша з них — ТЕЦ « Нікола Тесла А» (1650 МВт, видає третину електричної потужності Сербії), знаходиться поблизу міста Обреновац, на північний захід від Белграда.
На гідроелектростанціях Сербії виробляється близько 9,18 млрд кВт⋅г електроенергії (25,5 %), сукупна потужність гідроелектростанцій — 2831 МВт. Найбільша — ГЕС Джердап I, розташована на кордоні з Румунією, використовує потенціал річки Дунай.
Політика в галузі енергоефективності та енергозбереження Республіки Сербії проводиться відповідно до Закону «Про енергетику». Питання енергоефективності та ресурсозбереження містять також наступні нормативно- правові акти Сербії: Закон про захист навколишнього середовища;
- Закон про планування і будівництво;
- Стратегія розвитку енергетики Республіки Сербії до2011 р.;
- Програма з реалізації Стратегії розвитку енергетики, що включає широке використання поновлюваних джерел енергії, та створення Фонду енергетичної ефективності;
- Закон про раціональне використання енергії;

Розпорядження Уряду Республіки Сербії про заходи щодо стимулювання виробництва електроенергії, за допомогою використання поновлюваних джерел енергії і комбінування виробництва електричної та теплової енергії.
Органи виконавчої влади Республіки Сербії, безпосередньо формують політику в галузі енергетичної ефективності та ресурсозбереження:
1. Міністерство енергетики, розвитку і захисту навколишнього середовища:
2. Міністерство освіти, науки та технологічного розвитку, яке розробляє Національну програму енергетичної ефективності;
3. Міністерство захисту навколишнього середовища, гірничої справи та територіального планування ;
4. Управління стандартизації ;
5. Фонд захисту навколишнього середовища: Згідно Стратегії розвитку енергетики Республіки Сербії до 2015 р. основними пріоритетними напрямами розвитку енергетичного сектора країни є:

- технологічна модернізація енергетичних об'єктів;
- раціональне використання енергії;
- часткова заміна електроенергії на поновлювані джерела енергії (далі — ПДЕ);
- енергоефективність будівель і споруд.

У 2009 році Республіка Сербія стала членом Міжнародного агентства з відновлюваної енергії (IRENA), основною метою якого є повсюдне поширення технологій виробництва енергії за рахунок використання поновлюваних джерел.
Метою Республіки Сербії в зазначеній галузі є збільшення частки електроенергії, що виробляється за рахунок використання ПДЕ до кінця 2013 р. до 2,2 % , по відношенню до 2007 р. Також як і збільшення обсягів біопалива на ринку нафтопродуктів країни до 2,2 %.

### Чорна та кольорова Металургія
Металургія Сербії заснована на власних ресурсах. До 20 % експорту Сербії складають металургійна продукція, насамперед це прокат сталі. У 2012 р. економіка Сербії перебувала в стані стагнації. Розвиток господарської діяльності в минулому періоді уповільнювався через нестачу оборотного капіталу для розвитку виробництва, значною неліквідності майже всіх великих державних підприємств з величезними боргами. Значущим негативним фактором для розвитку економіки Сербії в 2012 р. стала зупинка найбільшого в країні металургійного комбінату «Железара Смедерево», м. Смедерево. На початку 2012 р. американська компанія «US Steel», що була протягом багатьох років власником підприємства, через його збитковість передала комбінат Уряду Сербії за символічну плату в розмірі одного долара. Багаторазові спроби Уряду Сербії знайти стратегічного партнера для комбінату не увінчалися успіхом. Маючи на увазі те, що комбінат є одним з основних сербських експортерів і що на підприємстві зайнято близько 5200 чоловік, було прийнято рішення про відновлення його роботи за рахунок бюджетних коштів.

## Сільське господарство
У Воєводині знаходяться великі ділянки родючих чорноземних ґрунтів, тут вирощується основна частина кукурудзи, що йде в тому числі і на експорт, а також пшениця. Інтразональні алювіальні ґрунти, поширені в долинах багатьох річок, відомі своєю родючістю, тут вирощують рис. Вирощується цукровий буряк, соняшник, хміль. Сербія є великим виробником полуниці, малини, яблук, слив, винограду і тд. На території країни ростуть дубові та букові ліси зі значними запасами якісної деревини.
Сільське господарство є однією з найважливіших галузей сербської економіки, від стану якої залежить економічного розвиток країни. Частка сільського господарства у ВВП країни становить близько 12 %. Останні кілька років Уряд Сербії приділяє особливу увагу поліпшенню умов для розвитку сільгоспвиробництва.
Важливим фактором нарощування обсягів виробництва сільськогосподарської продукції в останні роки є існуюча в країні система заходів державної підтримки сільського господарства, реалізована прийняттям відповідних законодавчих та нормативно- правових актів, спрямованих на стимулювання розвитку даної галузі .
Програми субсидування із зазначенням цільового призначення субсидій та умови їх надання, а також обсяги грошових коштів для фінансування кожної окремої програми:
- Субсидування відсотків за кредитними договорами

Цільове призначення: субсидування відсотків за кредитними договорами на придбання фізичними особами, підприємцями та юридичними особами обладнання і сільськогосподарської техніки для виробництва зернових, лікарських і ароматичних рослин, спецій тощо
Умови надання та обсяг грошових коштів: максимальний розмір субсидії на одного суб'єкта становить не більше 5 млн динар (63 тис. дол.) Кредитна підтримка надавалася тільки в динаровому еквіваленті. Термін погашення кредиту з моменту звернення суб'єкта за фінансовою підтримкою — не більше 3 років.
- Надання безповоротних коштів на відгодівлю худоби

Цільове призначення: поліпшення якості поголів'я тварин, призначених для забою і подальшого продажу м'яса.
Умови надання: безповоротні кошти надавалися одноразово в період відгодовування худоби, зареєстрованого в спеціальному Реєстрі.
- Виплата премій за молоко

Цільове призначення: збільшення виробництва коров'ячого, овечого, козячого молока та молочної продукції . Умови надання: щоквартально — підприємцям та юридичним особам, що здійснюють виробництво не менше 3000 літрів молока на квартал. Премії виплачувалися за кожен літр молока.
- Субсидії на поліпшення генетичного стану тваринництва

Цільове призначення: поліпшення та оздоровлення поголів'я худоби.
Умови надання: кошти виділялися один раз протягом року на одну тварину, якість якої відповідає прийнятим в Сербії стандартам та встановлено фахівцями з контролю в сфері сільськогосподарської селекції.
На розвиток сільського господарства в 2012 р. з бюджету було виділено 219 490 000 Євро
Наприкінці серпня 2012 р. Уряд Сербії прийняв пакет заходів підтримки сільського господарства з метою боротьби з наслідками посухи, оскільки внутрішні запаси країни були доведені до критичного рівня. У цьому зв'язку, Уряд Сербії тимчасово заборонив експорт на іноземні ринки цукрових буряків, сої та соняшнику з метою запобігання дефіциту даних товарів на внутрішньому ринку.
Заходами підтримки, враховуючи підвищення податкових ставок, і необхідністю ліквідації наслідків посухи стало збільшення обсягу сільськогосподарських субсидій і субсидій на розвиток малого та середнього підприємництва, в тому числі пільгові кредити для сербських підприємств, орієнтованих на експорт (1 млрд євро з бюджету : 300 млн євро до кінця 2012 р., решта в 2013 р.).
Відповідно до проведеного Республіканським статистичним агентством аналізом на кінець 2012 р. на території Сербії функціонує в загальному 631 122 сільськогосподарської ферми, з них — 628 555 сімейних господарств і 2567 (0,41 %) самостійних юридичних осіб і підприємців.

## Туризм
Розвитком туризму в Сербії опікуються Національна асоціація туристичних агентств (YUTA), Асоціація незалежних туристичних агентств Сербії (ANTAS), Асоціація туристичних гідів, туризму та готельного сектору в Торгово-промисловій палаті в Белграді та регіональних торгових палатах.
Щоб залучати більше туристів, ці організації  розробляють нові туристичні програми, що включають відвідування цікавих сербських міст — Белграда, Нові-Сада, Ніша. Суботіца, на Крайній Півночі, пропонує блиск бароко європейських міст. Нові-Сад, у своєму стилі і легкого міського ритму, є прикладом толерантності і поміркованості багатонаціональної Воєводини . Белград — столиця, місто, яке ніколи не спить, у ньому поєднуються східні і європейські традиції. Крагуєвац, серце Шумади, перша столиця сучасної сербської держави. Ніш, рідне місто Костянтина Великого, пропонує суміш ориєнта з ритмом сучасного життя.
У Сербії, окрім столиці, є 23 міста. Валєво, Вранє, Заєчар, Зренянин, Ягодина, Крагуєваць, Кралєво, Крушеваць, Лесковац, Лозниця, Ниш, Новий Пазар, Новий Сад, Панчево, Пожареваць, Приштина, Смедерево, Сомбор, Сремська Митровиця, Суботиця, Ужице, Чачак і Шабаць. Популярними серед туристів є об'єкти Всесвітньої спадщини ЮНЕСКО: Стародавнє місто Старі-Рас і монастир Сопочани, Монастирь Студениця, Православні монастирі Косова, Гамзиград.  Також  розвивають діловий туризм — ярмарки, конференції. Особлива увага приділяється оздоровчому відпочинку. У Сербії існує більше 1000 джерел мінеральних вод, холодних і термальних, а також існують великі запаси природного мінерального газу та лікувального мулу. Існують 53 курортних місця з термальними джерелами, якими користувалися ще в римську епоху, використовуючи для лікування різних захворювань прийняттям лікувальної води або прийняттям ванн. Крім водних курортів, в Сербії є і повітряні курорти тобто зони в яких, завдяки відповідному географічному розташуванню, створюються кліматичні умови, які сприяють лікуванню багатьох хвороб. Найпопулярніші висококласні бальнеологічних курорти — Врнячка-Баня, Нішка -Баня, Соко-Баня . Не на останньому місці стоїть і спортивний туризм: функціонують відомі гірськолижні комплекси Копаонік, Златибор, Стара-Планина. Більшу частину території Сербії займають гори, що простягаються від Воєводини на півночі, до кордонів Сербії з Чорногорією, Албанією та Македонією на півдні. Гори Сербії поділяються на: Родопські, Карпатсько-Балканські, Динарські. Самі назви деяких  гір говорять, самі, яке природне багатство вони являють собою: Златибор, Златар (серб. злато — золото), Райац. З метою збереження гармонії рослинного і тваринного світу створено заповідники, яких в Сербії всього п'ять: Джердап, Копаонік, Тара, Шар-Планина і Фрушка-Гора.  Новими є  тематичні проекти, такі як «Винні шляхи Сербії» та «Шлях римських імператорів» (на території сучасної Сербії народилося 16 римських імператорів).
    Пріоритетними для Сербії ринками є західноєвропейські країни — Італії, Іспанії, Німеччини, Великої Британії, країни Бенілюксу, Скандинавії. Також багато туристів відвідують Сербію з Росії і країн СНД. Останні роки особлива увага приділяється просуванню Сербії на перспективних туристичних ринках, таких як Японія і Китай .

## Транспорт

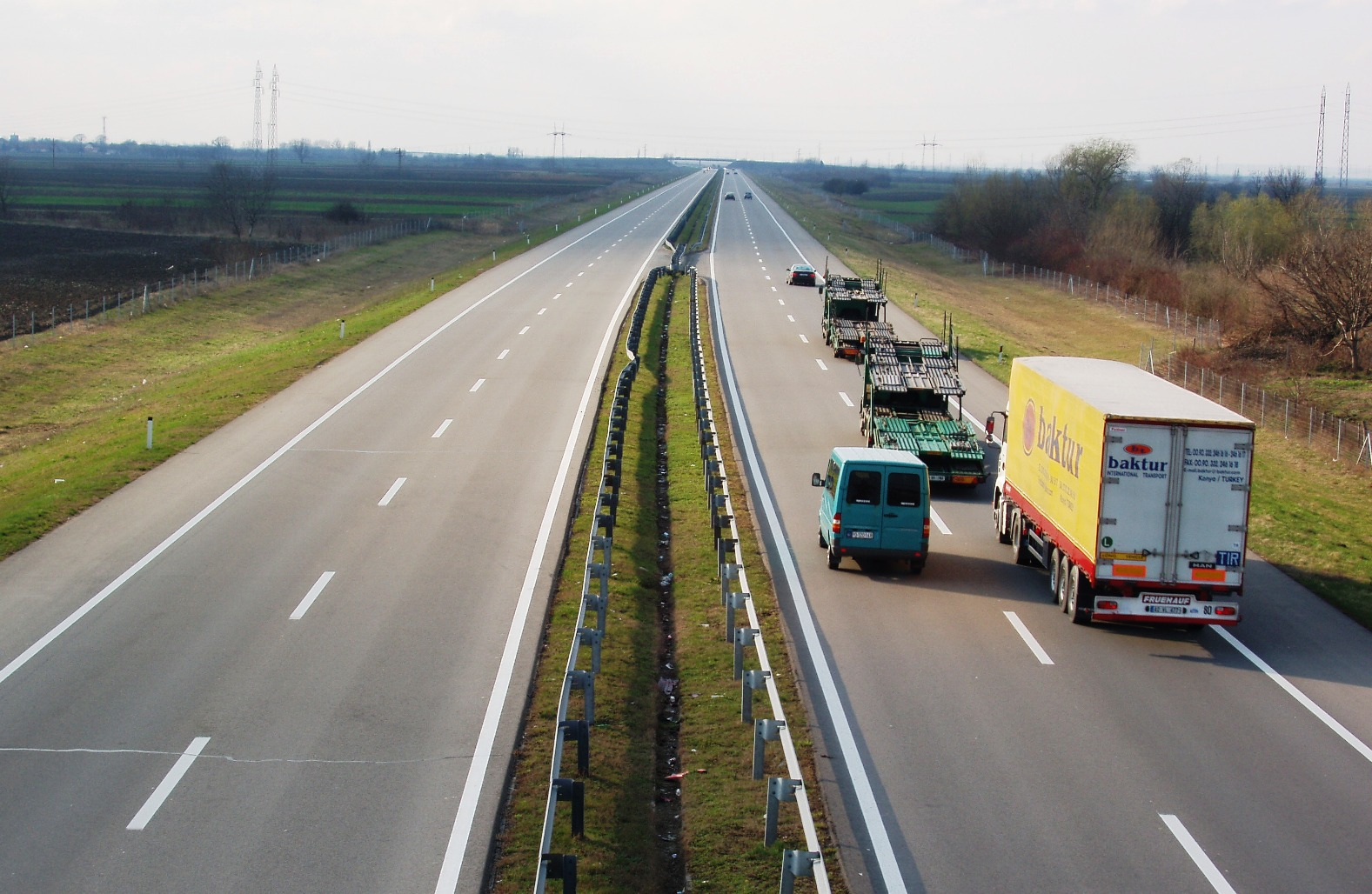
Магістраль Е70 поблизу Сремської Митровиці

### Залізниці
Залізниці — один з основних видів транспорту в країні, що з'єднує всі її великі міста і єднальний Сербію з багатьма державами Європи. Сербія має 3819 кілометрів залізничних колій, з яких 1279 електрифіковані і 283 кілометрів є двухпутной залізниці. Усі залізничні перевезення здійснюються залізничною компанією « Сербських залізниць».
Головна залізнична гілка витягнута з північного заходу на південний схід: кордон з Угорщиною — Суботиця — Нові- Сад — Белград — Лапово — Ніш, далі відгалуження: Ніш — Прешево — кордон з Македонією і Ніш — Димитровград — кордон з Болгарією. Від цього основного напрямку відходить ще чотири лінії :
- Стара-Пазова — Шид — кордон з Хорватією
- Белград — Валево — Ужице — кордон з Чорногорією
- Белград — Панчево — Вршац — кордон з Румунією
- Лапово — Кралево — Косовська Митровиця — Косово Поле — кордон з Македонією

### Автодороги
Дороги в Сербії є основою його транспортної системи і являють собою важливі транзитні дороги в Європі. Вони відносяться до категорії: клас I; клас II; місцеві дороги; муніципальні дороги. Загальна протяжність автомобільних доріг загального користування в Сербії є 40 845 км, з яких 5525 км є клас I (в тому числі 643 км автомагістралей і швидкісних доріг); 11 540 км є клас II, і 23 780 км місцеві дороги.
Основу сербських автодоріг становлять сучасні швидкісні автомагістралі (серб. аутопут), перша з яких — шосе «Братство і Єдність» — була відкрита в 1950 і з'єднувала на той момент Белград і Загреб, а в подальшому була розширена до Любляни і Скопья. У XXI столітті мережу автомагістралей поступово розширюється. У 2011 їх загальна довжина склала 180 км.

### Водний транспорт
Белградський порт (серб. Лука Београд) розташований на правому березі Дунаю поблизу його злиття з річкою Савой в безпосередній близькості від центру міста на площі 250 гектарів. Перебуваючи на перетині двох водних транспортних артерій (т. зв. панєвропейських річкових коридорів) і є важливим транспортним і торговим вузлом загальноєвропейського значення.

### Авіатранспорт
Найбільшим аеропортом країни, що обслуговують як міжнародні, так і внутрішні рейси, є белградський аеропорт Ніколи Тесли. Другий за розміром міжнародний аеропорт Костянтина Великого розташований в Ніші . Функціонує також Приштинский аеропорт Слатіна, але він не контролюється сербською владою і є єдиним міжнародним аеропортом частково визнаної Республіки Косово.

## Інформаційні технології
Політика в області інформаційних технологій в Сербії формується і реалізовується відповідно до Стратегії розвитку сектора телекомунікацій і зв'язку Сербії на період до 2020 р.
Згідно Стратегії, в країні буде продовжена реалізація цілої низки програм, спрямованих на прискорений розвиток телекомунікаційного та інформаційного секторів і досягнення європейських стандартів у цій сфері.
Координація всієї діяльності у сфері телекомунікацій та інформаційних технологій в Сербії здійснюється Міністерством зовнішньої і внутрішньої торгівлі та телекомунікацій. Безпосередній контроль і регулювання діяльності компаній і підприємств, зайнятих у сфері інформаційного забезпечення здійснює Агентство цифрових технологій (у складі Міністерства зовнішньої і внутрішньої торгівлі та телекомунікацій) . Значна частина телекомунікаційної інфраструктури республіки знаходиться у власності держави і належить акціонерному товариству « Сербія» (поштовий, телефонний і телеграфний зв'язок). Держава є основним акціонером компанії «Пошта Сербії» (близько 80 %) і «Телеком Сербія» (100 %).
У секторі стаціонарної телефонії лідируючи позиції займають державна компанія «Телеком Сербія» і норвезький оператор «Теленор», який в 2011 р. рішенням Ради директорів Республіканського Агентства з телекомунікацій отримав ліцензію і став другим оператором стаціонарного телефонного зв'язку в Сербії.
У секторі мобільної телефонії лідируючи позиції займають компанії «Mobile Telecom Serbia», «Vip Mobile» і «Telenor». На частку цих компаній припадає більше 90 % ринку послуг мобільної телефонії .
Найбільшим (більше 55 % ринку) постачальником послуг кабельного телебачення на території Сербії є компанія «SBB», яка пропонує своїм клієнтам понад 100 телевізійних каналів, а також надає доступ до мережі Інтернет. Усього послугами кабельних операторів користуються близько 2 млн абонентів, включаючи інтернет користувачів.
У даний час ліцензії на надання послуг доступу до глобальної мережі Інтернет на території Сербії мають більш 200 підприємств. Найбільш великими постачальниками Інтернет- ресурсів (провайдерами) є «Телеком Сербія», «SBB», «Veratnet», і «РТТ Net», які, як правило, мають власні високошвидкісні міжнародні підключення до мережі Інтернет. Зокрема, державна компанія «Телеком Сербія» володіє трьома каналами по 622 Мбіт / с («Telia», «MCI», «LEVEL3»), одним каналом більше 1 Гбіт/с («British Telecom») і одним каналом понад 2 , 5 Гбіт / с («Sprint»). Два власних високошвидкісних міжнародних підключень (по 155 Мбіт / с «Deutsche Telecom») має компанія «Veratnet». Переважна більшість дрібних і середніх компаній цього сектора є субпровайдерами і, в основному, здійснюють перепродаж Інтернет-ресурсів великих провайдерів.
Основними компаніями в галузі телекомунікацій є: «Телеком Сербія», «Vip Mobile» і «Telenor».
У рамках реалізації середньострокових програм розвитку сектора телекомунікацій керівництвом Сербії передбачений остаточний перехід з аналогового на цифрове мовлення телевізійних програм. Проектування і будівництво нових мереж цифрової передачі сигналу забезпечить, в тому числі, соціально незахищеним верствам населення безкоштовне отримання зображення в цифровому форматі set — top box.

## Наука
Політика в галузі промислової, науково- технічної та дослідницької діяльності Республіки Сербії формується і реалізується відповідно до закону «Про науково-дослідної діяльності» від 2005 року.
Відповідно до Закону основними цілями науково-дослідної діяльності є:
- розвиток науки, технологій та системи освіти з метою стимулювання темпів зростання промислового розвитку країни та підвищення рівня життя населення;
- збереження і розвиток знань, як умова включення Сербії в світові інтеграційні процеси;
- збереження і розвиток загального науково-дослідного потенціалу (науково -дослідних та освітніх установ, наукових кадрів та науково -дослідної інфраструктури);
- підвищення загальної частки сучасних технологій у промисловості та забезпечення конкурентоспроможності товарів і послуг на вітчизняному та зарубіжному ринках;
- встановлення міжнародного співробітництва для якнайшвидшої інтеграції в міжнародні наукові, економічні, громадські та культурні потоки і включення в європейський дослідницький простір;
- орієнтування суспільства на інновації, створення культурного оточення і освіти з метою збереження національної ідентифікації Сербії.

Відповідно до Закону політику в галузі науково -дослідної діяльності в Сербії в 2012 р. визначало Міністерство освіти, науки та технологічного розвитку . З метою активізації наукового і технологічного розвитку країни, підвищення якості науково -дослідної роботи та розвитку науково- дослідницької діяльності в країні, відповідно до згаданого Закону створена Національна рада з питань наукового та технологічного розвитку Сербії, яка є вищим експертним і рекомендаційним органом держави в галузі науково-дослідної діяльності. При розгляді питання, що є складовою частиною загальної політики держави, що проводиться у сфері науки, і яка взаємодіє зі сферами освіти, охорони здоров'я, економіки, мистецтва і культури, свою позицію Рада погоджує з відповідними органами, в чиєму веденні знаходиться дане питання.
Для досягнення довгострокових стратегічних цілей, пріоритетів і напрямів наукового та технологічного розвитку Республіки Сербії була прийнята Стратегія наукового і технологічного розвитку країни на період 2010—2015 роки. У відповідності з даним документом Республіка Сербія розглядається як інноваційна держава, у якій наукові кадри відповідають європейським стандартам, вносять внесок у науковий потенціал суспільства і сприяють технологічному розвитку економіки країни.
Крім вищевказаних документів, положення з питання науково- технічної та дослідницької діяльності містять такі нормативні акти Сербії:
- Закон про інноваційну діяльність;
- Програма підтримки сільського господарства Сербії на2013 р.;
- Закон про підтримку сільськогосподарського та аграрного секторів в Сербії на2013 р.;

Пріоритетними напрямками розвитку сербської науки і техніки визначено:
- біомедицина;
- нові матеріали, в тому числі розроблені із застосуванням нанотехнологій;
- захист навколишнього середовища і зміна клімату;
- енергетика та енергоефективність;
- сільське господарство та продукти харчування;
- інформаційно- комунікаційні технології.

Планується збільшення обсягів фінансування на науково-технологічний розвиток. На ці цілі керівництво країни має намір виділити до 2014 р. кошти в розмірі до 1 % від ВВП.
Крім того, за допомогою позик у Європейського інвестиційного банку, Світового банку, Європейського банку реконструкції та розвитку, а також інших міжнародних кредитно -фінансових організацій в період 2012 −2014 р.р. в наукову інфраструктуру планується інвестувати більше 300 млн євро в наступні області:
1. Реконструкція та модернізація існуючих потужностей (70 млн євро):
  1. адаптація існуючих споруд та лабораторій;
  2. закупівля нового капітального обладнання для проведення досліджень;
2. Підготовка наукових кадрів (33 млн євро);
3. Розвиток академічних дослідницьких центрів (близько 60 млн євро);
4. Розвиток інфраструктури сектора інформаційно- комунікаційних технологій (50 — 80 млн євро) ;
5. Будівництво і розвиток науково — технологічних парків у містах Белград, Нові-Сад, Ніш і Крагуєвац (близько 30 млн євро);
6. Базові інфраструктурні проекти (близько 80 млн євро), включаючи будівництво житлових комплексів для наукових кадрів у містах Белград, Нові-Сад, Ніш і Крагуєвац.

## Інноваційна діяльність
Політика в галузі інноваційної діяльності в Сербії формується і реалізується відповідно до чинного Закону « Про інноваційну діяльність», який набрав чинності в 2005 р. із змінами та доповненнями до нього від 2010 р. Відповідно до цього документа політику в галузі інноваційної діяльності в Сербії визначає Міністерство освіти, науки та технологічного розвитку. Згідно із Законом Міністерство веде Регістр інноваційної діяльності.
Крім даного закону, питання інноваційної діяльності знаходять своє відображення у Стратегії розвитку конкурентних та інноваційних малих та середніх підприємств Республіки Сербії на період 2008 −2013 р.р., прийнятої в 2005 р.
З метою пропаганди розвитку інноваційної діяльності в країні, а також стимулювання створення конкурентного середовища у даному сегменті, керівництвом Міністерства організовуються і проводяться щорічні конкурси на звання кращої інноваційної ідеї і кращої технологічної інновації в Сербії. Особливу увагу в області інновацій керівництво країни приділяє створенню та розвитку науково- технологічних парків та промислово- технологічних інкубаторів. Зокрема, вже діють: ТОВ «Промислово-технологічний інкубатор технічних факультетів», м. Белград;
- ТОВ «Белградський інформаційний технопарк», м. Белград;
- АТ «Науково-технологічний парк ІХІС», м. Земун;
- ТОВ «Інкубатор центр», м. Ніш;
- ТОВ «Інкубатор Коррак», м. Белград.

Крім того, Міністерством освіти, науки та технологічного розвитку Сербії в 2011—2012 рр. було виділено понад 4 млн євро (80 % вартості об'єкта) на створення Центру генетики на базі Університету в м. Крагуєвац.

## Національна статистика
Державний бюджет (грудень 2011)
- Доходи : 1,9895 трлн динарів
- Витрати : 2,0079 трлн динарів

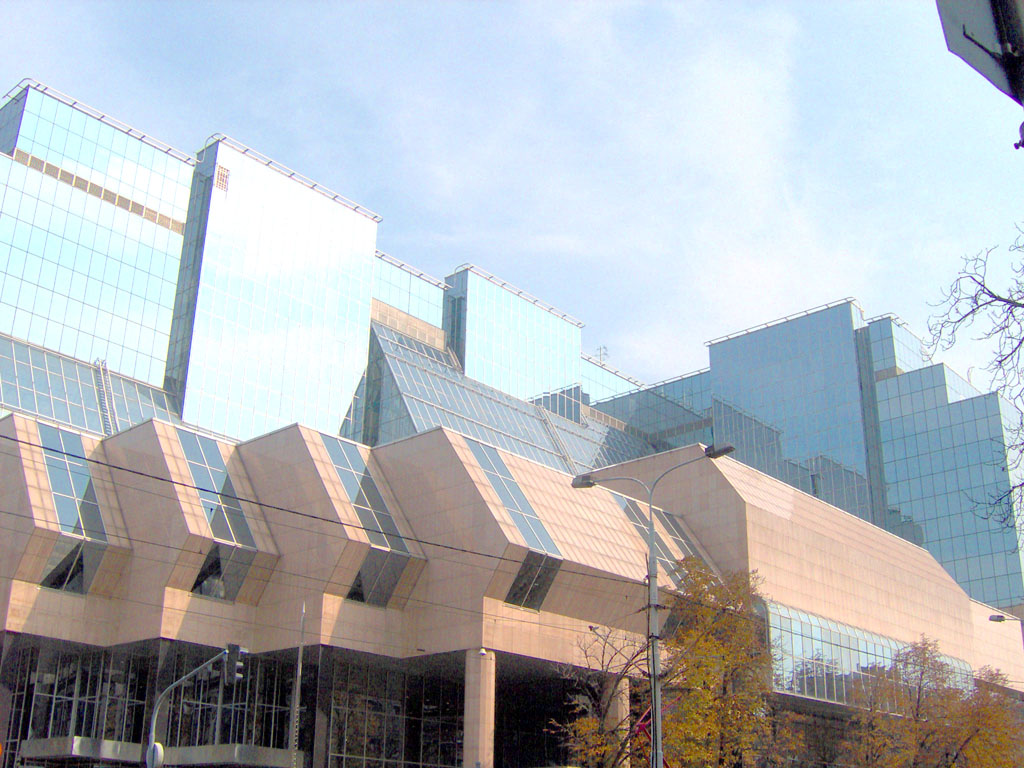
Центральний банк, Белград, Сербія

Джерело: Міністерство фінансів Сербії
Зайнятість за секторами (грудень 2011)
- Третинний : 49,7 %
- Первинний : 24,1 %
- Всього робоча сила: 2 870 000
- Рівень безробіття: 23,7 % (листопад 2011 року) [ 67 ]

Джерело: Статистичне управління Сербії
Зовнішній борг (грудень 2011)
- Державний сектор: $ 6,50 млрд
- Приватний сектор: $ 7,00 млрд
- Разом: $ 13,50 млрд

Джерело: Національний банк Сербії
Енергетика (грудень 2012)
- Електроенергія виробництво: 37,86 млрд кВт⋅г
- Виробництво за джерелами:
  - викопне паливо: 62 %
  - гідро: 34 %
  - ядерне паливо: 0 %
  - інші: 4 %

Електроенергія
- Споживання: 37,37 млрд кВт⋅г (2012)
- Експорт: 1,42 кВт⋅г (2012)
- Імпорт: 1,15 кВт⋅г (2012)

Нафта
- Видобуток: 23 160 барелів на день (3682 м³ / г)
- Споживання: 81 540 барелів на день (12 964 м³ / г) (2011)
- Розвідані запаси: 77,5 млн барелів (12,32 × 106 м³) (1 січня 2006 року)

Нафтопродукти 
- Виробництво: 65 540 барелів на день (10 420 м³ / г) (2011)
- Експорт: 9863 барелів на добу (1568,1 м³ / г) (2011)

Природний газ
- Виробництво: 0,557 млрд м³ (2012)
- Споживання: 2,84 мільярда м³ (2012)
- Експорт: 0 м³ (2012)
- Імпорт: 2,61 млрд м³ (2012)
- Розвідані запаси: 48,14 млрд м³ (1 січня 2012 р.)